# World of Warcraft
World of Warcraft (WoW) là một trò chơi trực tuyến nhập vai nhiều người chơi (MMORPG) được Blizzard Entertainment tạo ra vào năm 2004. Nó là trò chơi thứ tư lấy bối cảnh trong vũ trụ Warcraft tưởng tượng, trong đó lần đầu tiên được Warcraft: Orcs & Humans giới thiệu vào năm 1994. World of Warcraft diễn ra trong thế giới Warcraft Azeroth, khoảng bốn năm sau khi các sự kiện tại kết thúc của phiên bản Warcraft III: Frozen Throne phát hành trước đó của Blizzard. Blizzard Entertainment đã thông cáo World of Warcraft ra thị trường ngày 2 tháng 9 năm 2001. Trò chơi đã được phát hành vào ngày 23 tháng 11 năm 2004, nhân dịp kỷ niệm lần thứ 10 của thương hiệu Warcraft. Năm 2014, tựa game đạt mốc 100 triệu người chơi và doanh thu là 8.5 tỷ đô la